# Tzáusio
Tzáusio (em latim: τζαούσιος; romaniz.: tzaoúsios) foi um ofício militar bizantino tardio, cujas funções exatas e papel são um tanto incertos. O termo é derivado do turco çavuş, significando "estafeta" ou "mensageiro", e esteve em uso pelos bizantinos talvez desde  o século XI. Nos séculos XIII-XV, tornou-se aplicável a oficiais servindo em postos provinciais. Um tzáusio podia servir como comandante da guarnição de um castro (kastron, um centro administrativo fortificado dirigido por um céfalo), possivelmente combinando posições administrativas e militares, ou como um oficial do grande alágia do exército de campo imperial. Muitos dos tzáusios mencionados nas fontes vieram da Moreia bizantina, onde eles desempenharam um importante papel na administração provincial. Na Macedônia e Trácia, como contraste, eles parecem ter sido bem limitados para um papel puramente militar dentro do grande alágia.
A variante "grande tzáusio" (em grego: μέγας τζαούσιος; romaniz.: megas tzaousios) é um título cortesão atestado pela primeira vez sob João III Vatatzes (1221  1254). Suas funções são incertas. O bizantinista francês Rodolphe Guilland sugere que esteve no comando de tzáusios subordinados, que atuaram como sucessores de corpos de mensageiros imperial precoces, os mandadores. No Livro dos Ofícios de Jorge Codino de meados do século XIV, ele é descrito como sendo responsável por manter a ordem do séquito imperial. Certamente, o primeiro grande tzáusio, Constantino Margarita, foi o comandante da comitiva pessoal de Vatatzes, mas em tempos posteriores, o título não parece ter correspondência com uma função específica.